# Kenny Cooper
Kenny Cooper (ur. 21 października 1984 w Baltimore) – amerykański piłkarz pochodzenia angielskiego występujący na pozycji napastnika. Syn Kenny'ego Coopera Sr., również piłkarza.

## Kariera klubowa
Cooper zawodową karierę rozpoczynał w 2003 roku w angielskim Manchesterze United. Latem 2004 roku został wypożyczony do portugalskiej Akadémiki Coimbra. W Primeira Liga zadebiutował 30 sierpnia 2004 roku w zremisowanym 2:2 pojedynku z Bragą. W grudniu 2004 roku wrócił do Manchesteru. Od lutego 2005 roku do marca 2005 roku przebywał natomiast na wypożyczeniu w Oldham Athletic z League One. W ciągu 3 lat Cooper nie rozegrał żadnego spotkania w barwach Manchesteru.
W 2006 roku wrócił do Stanów Zjednoczonych, gdzie podpisał kontrakt z FC Dallas. W MLS zadebiutował 1 kwietnia 2006 roku w wygranym 3:2 meczu z Chicago Fire, w którym strzelił także gola. W tym samym roku zajął z klubem 2. miejsce w klasyfikacji MLS Supporters' Shield. W 2008 roku z 18 bramkami na koncie Cooper zajął 2. miejsce w klasyfikacji strzelców MLS.
Latem 2009 roku odszedł do niemieckiego TSV 1860 Monachium. W 2. Bundeslidze pierwszy mecz zaliczył 9 sierpnia 2009 roku przeciwko TuS Koblenz (2:0). W tamtym spotkaniu zdobył także bramkę. Na początku 2010 roku został wypożyczony do angielskiego Plymouth Argyle. Spędził tam pół roku, a latem 2010 roku wrócił do TSV.
W 2011 roku Cooper podpisał kontrakt z amerykańskim Portland Timbers z MLS. W 2012 roku grał w New York Red Bulls, a w 2013 roku wrócił do FC Dallas. W latach 2014–2015 grał w Seattle Sounders FC. A w 2015 w Montreal Impact.

## Kariera reprezentacyjna
W reprezentacji Stanów Zjednoczonych Cooper zadebiutował 20 stycznia 2007 roku w wygranym 3:1 towarzyskim pojedynku z Danią, w którym strzelił także gola.
W 2009 roku został powołany do kadry na Złoty Puchar CONCACAF. Wystąpił na nim w 5 meczach: z Hondurasem (2:0), Haiti (2:2), Panamą (1:1, 2:1 po dogrywce), ponownie z Hondurasem (2:0) oraz z Meksykiem (0:5). W spotkaniu z Panamą oraz drugim z Hondurasem zdobył także po jednej bramce. Tamten turniej Stany Zjednoczone zakończyły na 2. miejscu.